# J. J. R. Automotive
J. J. R. Automotive Ltd. war ein britischer Hersteller von Automobilen.

## Unternehmensgeschichte
Die Parradine Motor Company aus Appleby (Lincolnshire) stellte bereits zwischen 1987 und 1991 Automobile her, die als Parradine vermarktet wurden. 1998 gab es einen Neuanfang durch die J. J. R. Automotive Ltd. aus Thealby. Die Produktion war auf 50 Fahrzeuge limitiert. 2005 endete die Produktion.

## Fahrzeuge
1998 erschien der V8 S. Ein V8-Motor von Ford mit 4600 cm³ Hubraum trieb das Fahrzeug an. Der Neupreis betrug im Jahre 1999 110.000 Pfund.
1999 wurden Details zu dem neuen Modell 525 S bekannt gegeben. Der Ford-Motor leistete nun 525 PS. Das Getriebe hatte sechs Gänge.